# Грайс, Джиджи
Джиджи Грайс (англ. Gigi Gryce, настоящее имя Джордж Дженерал Грайс Джуниор англ. George General Grice Jr., сменивший имя на Башир Касим англ. Basheer Qusim; 28 ноября 1925, Пенсакола, Флорида, США — 14 марта 1983, там же) — американский джазовый саксофонист, флейтист, кларнетист и композитор.

## Музыкальная карьера
Родился 28 ноября 1925 года в Пенсаколе, Флорида. Учился в музыкальной школе в Гартфорде, Коннектикут , где он рос; начинал играть на кларнете, затем взялся за флейту, альт-саксофон и фортепиано. С 1946 работал с местными группами; возглавил собственный оркестр из 23 музыкантов, в состав которого входил Хорас Сильвер , в аудитории в Хартфорде. С 1948 по 1951 год он учился в Бостонской консерватории, где изучал классическую композицию, под руководством Алана Хованесса. В 1952 году уехал в Париж по программе Фулбрайта, где учился у Нади Буланже и Артюра Онеггера.
После возвращения в США, перебрался в Нью-Йорк, где играл и записывался с Максом Роучем, Клиффордом Брауном, Говардом Макги; с Тэдом Демероном в Атланте. В том же году на протяжении шести месяцев гастролировал с Лайонелом Хэмптоном, включая тур по Европе. Играл с Артом Фармером (1954—1956), с 1956 по 1958 годы играл с собственной группой «Jazz Lab Quintet», в которую входил Дональд Бёрд. В 1957 году выступил на джазовом фестивале в Ньюпорте; также работал как композитор и аранжировщик.
В 1959 году возглавил собственную группу в клубах «Five Spot», «Cork'N'Bib» и других клубах. В 1963 году после того как он стал называть себя Башир Кусим он прекратил выступать и посвятил свое время преподаванию музыки. В 1960-х и 1970-х преподавал в нью-йоркских школах. Автор композиций «Minority», «Hymn to the Orient», «Nica's Tempo», трех симфоний и разных камерных произведений.

## Личная жизнь
20 декабря 1953 года, вскоре после возвращения из тура Лайонела Хэмптона, он женился на Элеоноре Сирс, с которой его познакомил трубач Идрис Сулейман. Их свадьба была простым событием, состоявшимся в мечети в Бруклине. На церемонии и последующем обеде присутствовали только сестра Элеоноры, ее муж и мусульманский друг Грайса. У них было трое детей: Башир (родился в 1957 году); Лайла (родилась в 1959 году); и Линетт (родилась в 1963 году). У них также был ребенок, Билил, который родился преждевременно в 1958 году и не пережил младенчество. В 1972 году Джиджи Грайс, теперь известный как Башир Кусим, женился на Олли Уоррене, школьном секретаре в Бронксе.
Грайса всегда описывали как человека со строгими моральными принципами. Возможно, он интересовался исламом ещё в 1950 году, а будучи студентом, заинтересовался историей ислама. В 1953 году в Бостонской консерватории он назвал одну из своих симфоний «Гашия» в честь суры в Коране. Считается, что Грайс принял ислам во время или вскоре после своих путешествий по Европе во время учебы в колледже. Хотя Грайс регулярно не посещал мечеть, он читал Коран и воздерживался от наркотиков, алкоголя и свинины. Его вера была источником некоторой напряженности в его браке с Элеонорой, которая оставалась практикующей христианкой. Многие из произведений Грайса имели исламские названия, а его первым двум детям были даны имена.

## Смерть
Грайс умер 14 марта 1983 года от сердечного приступа после того, как его болезнь прогрессировала. Его смерть стала шоком для многих его бывших коллег по музыкальной карьере, а также для студентов, преподавателей и родителей студентов, с которыми он сталкивался на протяжении многих лет. Перед смертью он снова связался со своей семьей и посетил Пенсаколу впервые за почти 30 лет.